# Zachaenus roseus
Zachaenus roseus är en groddjursart som beskrevs av Cope 1890. Zachaenus roseus ingår i släktet Zachaenus och ordningen stjärtlösa groddjur. Inga underarter finns listade i Catalogue of Life.
Enligt nyare verk är detta taxon identiskt med Eupsophus calcaratus.